# Zapotèque de San Pedro Quiatoni
Le zapotèque de San Pedro Quiatoni (ou zapotèque de Quiatoni, zapotèque de Tlacolula de l'Est) est une variété de la langue zapotèque parlée dans l'État de Oaxaca, au Mexique.

## Localisation géographique
Le zapotèque de San Pedro Quiatoni est parlé dans les villes de San Pedro Quiatoni (en), Salinas, Unión Juárez et une vingtaine de localités proches, de la plaine aux montagnes, dans le centre de l'État de Oaxaca, au Mexique,.

## Intelligibilité avec les variétés du zapotèque
Les locuteurs du zapotèque de San Pedro Quiatoni ont une intelligibilité de 76 % du zapotèque de Mitla (le plus similaire).

## Utilisation
En 2000, le zapotèque de San Pedro Quiatoni est parlé par environ 14 800 personnes dans tous les domaines. On note que le bilinguisme avec l'espagnol est plus important le long de la route panaméricaine et dans les régions où les contacts avec les étrangers sont plus fréquents, pour devenir quasiment inexistant dans les localités éloignées. Le taux d'alphabétisation est de 1 % pour les personnes ayant cette langue comme langue maternelle et de 75 % pour ceux l'ayant apprise comme langue seconde. Le zapotèque de San Pedro Quiatoni est enseigné dans les écoles primaires par quelques professeurs bilingues.